# Metaphycus limuruensis
Metaphycus limuruensis är en stekelart som beskrevs av Compere 1940. Metaphycus limuruensis ingår i släktet Metaphycus och familjen sköldlussteklar.
Artens utbredningsområde är Kenya. Inga underarter finns listade i Catalogue of Life.